# Slaget vid Lepanto
Slaget vid Lepanto var ett sjöslag som stod utanför staden Lepanto (nuvarande Naupaktos i Grekland) förmiddagen den 7 oktober 1571 i vilket den förenade spanska, påvliga, maltesiska och venetianska marina styrkorna fullständigt slog den till antalet fartyg och bemanning, men ej till utrustning överlägsna osmanska sjömakten.
I maktkampen mellan de två starkaste staterna i Medelhavsområdet, Spanien och Osmanska riket, var kontrollen över Medelhavets handelsleder av yttersta vikt. Slaget har även hävdats vara viktigt i en kamp mellan kristendom och islam, eftersom islams styrkor annars kunde ha expanderat även västerut. Emellertid sökte m Frankrike en allians med Osmanska riket efter sitt nederlag i slaget vid Pavia 1525 för att balansera Habsburgarnas makt och inflytande. Detsamma gällde till exempel protestantiska furstar i Transsylvanien. Den religiösa aspekten ska därmed inte överdrivas i förhållande till dåtidens realpolitik.
De två flottorna bestod dels av fartyg från en allians (Heliga ligan) mellan Spanien, Kyrkostaten, Venedig, Malteserorden, Genua och Savojen med 208 fartyg, 30 000 soldater och 50 000 galärslavar och sjömän, under överbefäl av spanske kungen Filip II:s halvbror Don Juan de Austria. Befälhavare för den påvliga delen av den allierade kristna flottan var prins Marcantonio Colonna och den andra sidan, en till antalet överlägsen osmansk flotta med 100 000 man, leddes av Ali Pascha.

## Sammanfattning av slaget
De turkiska styrkorna rammade den Heliga Ligans fartyg, men deras motståndare valde att använda all eldkraft som fanns tillgänglig. Den framgångsrika taktiken ledde till att osmanernas överbefälhavare stupade, vilket gjorde att fienderna förlorade sin stridsmoral och slaget förlorades; 200 osmanska galärer sänktes eller togs i pris. Det räknade runt 10 000 döda i den kristna flottan, och omkring 25 000 stupade osmanska krigare och sjömän. De osmanska styrkorna led svårt av att skeppen var dåligt byggda och seglades av ovana sjömän, vilket visade sig vara viktigt i det långa loppet. En annan viktig del som spelade in var att de kristna fartygen var mycket bättre bestyckade med grova kanoner. Konsekvensen blev att det osmanska riket för evigt förlorade greppet om Medelhavets vattenvägar. För Spanien innebar det att kung Filip II stärktes i sin motreformatoriska strävan.
En av de efteråt mer kända deltagarna i slaget var författaren Miguel Cervantes som sårades och förlorade rörligheten i sin vänstra arm, han blev senare tillfångatagen av osmanerna och tillbringade fem år av sitt liv som krigsfånge. Denna episod av hans liv återges i hans berömda roman Don Quijote.
Efter slaget påbörjades tillbakagången för galärerna, till förmån för fullriggade segelfartyg.

### Bokreferenser
- Världshistorien. Tukan förlag. 2011. ISBN 9789174012644